# إزرائيل وايس
إزرائيل وايس (بالعبرية: ישראל וייס‏) هو حاخام إسرائيلي، ولد في 1949 في تشيكوسلوفاكيا.